# James & Browne

James & Browne von 1902

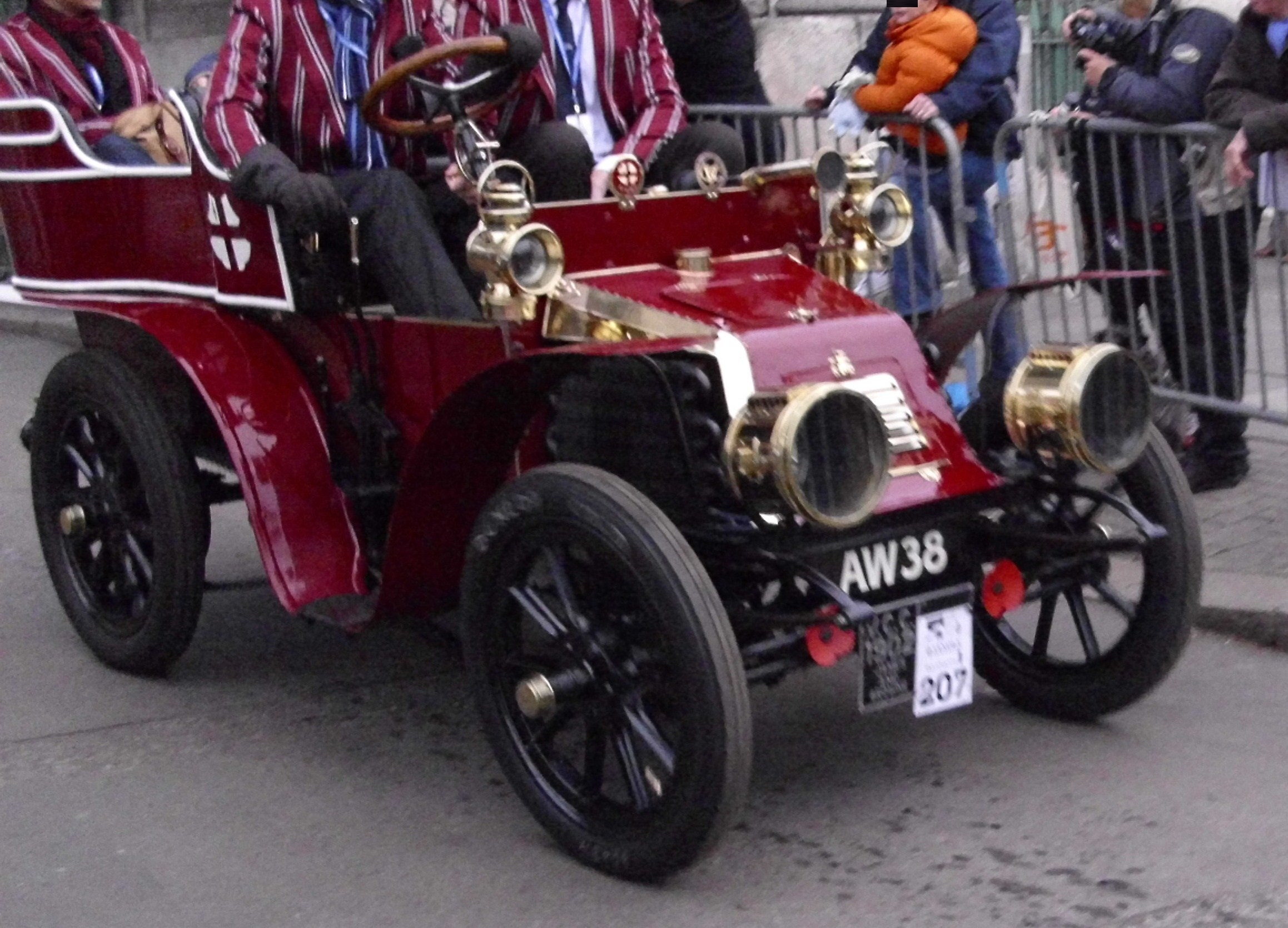
James & Browne von 1902

James & Browne war eine britische Automarke.

## Unternehmensgeschichte
Das Unternehmen Martineau & Browne aus Hammersmith begann 1901 mit der Produktion von Automobilen. 1902 erfolgte die Umbenennung in James & Browne Limited. 1910 endete die Produktion.

## Fahrzeuge
| Modell          | Bauzeit   | Zylinder | Hubraum cm³ |
| 9 HP            | 1902–1904 | 2        | 2435        |
| 12 HP           | 1904      | 4        | 3734        |
| 18 HP           | 1902–1904 | 4        | 4870        |
| 8 HP            | 1906–1907 | 2        | 1630        |
| 12 HP           | 1906      | 2        | 3158        |
| 14/16 HP        | 1906–1909 | 4        | 2852        |
| 16 HP           | 1906–1909 | 4        | 2850        |
| 18/22 HP        | 1906      | 4        | 5018        |
| 25/30 HP        | 1906–1910 | 4        | 6252        |
| 20 HP Vertex    | 1907      | 4        | 4182        |
| 30/40 HP Vertex | 1907–1908 | 6        | 6229        |
| 35 HP           | 1907      | 4        | 7060        |
| 40/45 HP        | 1907–1910 | 6        | 10590       |
| 35 HP           | 1909–1910 | 4        | 4152        |
| 30 HP           | 1909      | 4        | 6209        |
| 45/55 HP        | 1909      | 6        | 10590       |

Ein Fahrzeug dieser Marke nimmt gelegentlich am London to Brighton Veteran Car Run in England teil.